# McMath (cràter)
McMath és un cràter d'impacte pertanyent a la cara oculta de la Lluna. Es troba al sud-sud-oest del prominent cràter Jackson, de qui el sistema de marques radials travessa la major part de McMath. Més al sud es troba la parella de cràters formada per Zhukovskiy i Lebedinskiy.

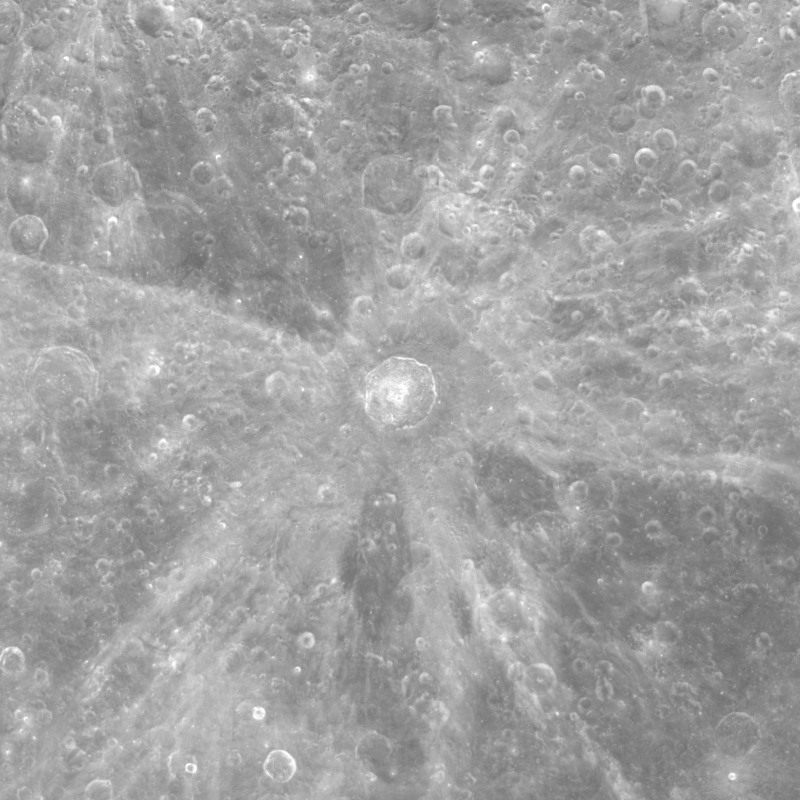
Sistema de rajos de Jackson fotografiat per Clementine

Es tracta d'un cràter notablement erosionat, amb diversos petits cràters incrustats sobre el seu brocal, especialment més desgastat en el seu extrem nord, amb els sectors est i oest una mica més inalterats. El sòl interior és relativament pla, i està marcat per sols alguns petits impactes.
McMath es troba al nord-oest de la Conca Dirichlet-Jackson.

## Cràters satèl·lit
Per convenció aquests elements són identificats en els mapes lunars posant la lletra en el costat del punt central del cràter que està més proper a McMath.
|        | \| McMath \| Coordenades \| Diàmetre \| \| ------ \| -------------------------------------- \| -------- \| \| A \| 19° 12′ N, 165° 18′ O / 19.2°N,165.3°O \| 15 km \| \| J \| 14° 48′ N, 163° 18′ O / 14.8°N,163.3°O \| 36 km \| \| M \| 16° 06′ N, 165° 30′ O / 16.1°N,165.5°O \| 15 km \| \| P \| 13° 24′ N, 168° 36′ O / 13.4°N,168.6°O \| 28 km \| \| Q \| 14° 30′ N, 167° 42′ O / 14.5°N,167.7°O \| 20 km \| |          |
| McMath | Coordenades | Diàmetre |
| A      | 19° 12′ N, 165° 18′ O / 19.2°N,165.3°O | 15 km    |
| J      | 14° 48′ N, 163° 18′ O / 14.8°N,163.3°O | 36 km    |
| M      | 16° 06′ N, 165° 30′ O / 16.1°N,165.5°O | 15 km    |
| P      | 13° 24′ N, 168° 36′ O / 13.4°N,168.6°O | 28 km    |
| Q      | 14° 30′ N, 167° 42′ O / 14.5°N,167.7°O | 20 km    |